# Opium
Opium er et narkotisk stof, der udvindes fra opiumvalmuens (Papaver somniferum L. eller paeoniflorum) umodne frøkapsler. Man udvinder opiumen ved at skrabe frøkapslerne med en skarp kniv eller lignende, så saften i kapslerne dermed siver ud. I løbet af nogle timer størkner saften og bliver brun eller sort. Dette stof kaldes for råopium.
Opium indeholder mange forskellige stoffer, blandt andet morfin, kodein og papaverin. Opium bliver omsat både på det legale og illegale marked, og er grundlaget for en lang række medicinske produkter.